# Silvia Camporesi
Silvia Camporesi (Forlì, 1973) è una fotografa e artista italiana.

## Biografia
Si laurea in filosofia all’Università di Bologna.
Inizia a fotografare nel 2000 dedicandosi alla staged photography. È del 2004 la serie dedicata all’Ofelia di J. E. Millais.
A partire dal 2011 si dedica al paesaggio italiano, realizzando un progetto su Venezia, che reinventa la visione della città, ottenuto mischiando fantasia e immaginazione. Alcune immagini sono esposte nella mostra collettiva Italia inside out nel 2015 a Palazzo della Ragione a Milano, curata da Giovanna Calvenzi.
Successivamente ha realizzato una ricognizione dei luoghi abbandonanti in Italia, pubblicata nel libro Atlas Italiae. Una selezione delle immagini è entrata nella collezione del MAXXI.
Nel 2020 ha partecipato al progetto fotografico “Italia in attesa”, immagini realizzate durante il primo lockdown, promossa dal Ministero dei Beni Culturali e alla mostra realizzata dalla Direzione Generale per la Creatività Contemporanea e dall’Istituto Centrale per il Catalogo e la Documentazione, tenutasi a Palazzo Barberini nel 2021. Nella campagna erano presenti inoltre: Olivo Barbieri, Guido Guidi, Walter Niedermayr, Mario Cresci, Paola de Pietri, Francesco Jodice, Antonio Biasucci, George Tatge, Allegra Martin, Ilaria Ferretti, Andrea Jemolo.
Nel 2021 ha partecipato alla mostra “Essere umane. Le grandi fotografe raccontano il mondo”, curata da Walter Guadagnini presso i Musei San Domenico di Forlì.
Nel 2022 ha partecipato alla Committenza del MAXXI dal titolo Atlante Sapienza, un progetto per valorizzare la città universitaria, culminato in una mostra al MAXXI dal titolo Fuoritutto.
Ha vinto nel 2023 il concorso indetto dal Ministero della Cultura “Strategia Fotografia”, con un progetto promosso dall’Associazione Nuova civiltà delle Macchine, dal titolo Romagna Sfigurata, una ricognizione fotografica delle frane che hanno colpito il territorio romagnolo dopo l’alluvione del 2023.
Per l’Archivio Luce di Cinecittà ha realizzato alcune immagini parte della mostra e del libro “Architetture inabitabili”, esposte nel 2024 alla Centrale Montemartini di Roma.
Sue fotografie fanno parte della collezione Farnesina.

## Premi
Nel 2020 ha vinto il premio Cantica21 promosso dal Ministero degli Esteri e dal Ministero della Cultura, con un progetto dedicato a Dante in occasione del settecentesimo anniversario della morte. L’opera vincitrice è entrata nella collezione del MAC di Lissone.
Nel 2024 ha vinto nella categoria senior il premio “Driving Energy – Fotografia Contemporanea” promosso da Terna, a tema “La via dell’invisibile”, con un progetto dal titolo “Shimmering Cinecittà” dedicato alle scenografie degli storici studi cinematografici romani. Le opere finaliste sono state esposte in una mostra presso il Palazzo delle Esposizioni di Roma.

## Come curatrice
Nel 2021 ha curato la mostra “Tina Modotti l’umano fervore” presso lo spazio PR2 di Ravenna in collaborazione con il Comitato Tina Modotti.

## Collaborazioni
Dal 2021 collabora con la rivista Artribune, con articoli sui luoghi insoliti dell’Italia. Il suo articolo sul sole riflesso di Viganella è stato il più letto del 2021 sulla rivista, con oltre 200.000 visualizzazioni.

## Libri
- Indizi terrestri, 2007, Vanilla edizioni, ISBN 9788860570000
- La Terza Venezia, 2011, Trolley editore, ISBN 9781907112362
- Journey to Armenia, 2014, Polyorama, ISBN 9788895388182
- Atlas Italia, 2015, Peliti e associati, ISBN 9788889412695
- Doppio sguardo, 2019, Contrasto books, ISBN 9788869657788
- Circular view, 2019, Skirà, ISBN 9788857243580
- Domestica, 2020, Postcart, ISBN 9788831363204
- Cappella espiatoria, Monza, 2022, Corraini, ISBN 9791254930267
- Mirabilia, 2023, Corraini, ISBN 9791254930571